# Касошвили, Циала Элизбаровна
Циала Элизбаровна Касошвили (1 сентября 1963, Гори) — грузинская, ранее советская, шахматистка, международный мастер (1988) среди женщин.
Чемпионат СССР среди девушек (1981) — 3-е место. Участница чемпионата СССР (1987). Трехкратная чемпионка Грузии (1980, 1981 и 1988). Победительница международного турнира в Наленчуве (1988).